# Нельсон Мюнц
Нельсон Мюнц (англ. Nelson Muntz) — вигаданий персонаж американського серіалу «Сімпсони». Нельсон вчиться в одній школі з Бартом Сімпсоном. Він один зі шкільних хуліганів, які знущаються з Барта. Нельсон також був другом Лізи.

## Основні дані
Нельсон живе дуже злиденно. З усього випливає, що він рідко бачить своїх батьків. Його тато зник, коли пішов за цигарками до магазину. Щодо його мами — інформація дуже суперечлива: скільки їй років — невідомо, на вигляд близько 40. В коміксах повідомлялось, що вона працює у ресторані «Хутерс» офіціанткою. В серіалі вона була повією та працювала у стрип-клубі. У одній із серій, де Барт і Ліза працювали над розкопками в індіанській печері, Нельсон повідомив, що у нього є дядько. Більше про нього ніде не згадувалось.
Нельсон вчиться у 4-му класі, він однокласник Барта. Він носить рожеву сорочку, старий розірваний кафтан, і сині пошматовані шорти. Нельсон любить похуліганити та побитися. Попри досить запальну і нечемну поведінку, він часто проявляє сентиментальні риси характеру.
Він також знущається з його однокласника Мілгауза ван Гутена, користаючись його безпорадністю без окулярів і довірливістю. Хоча сам Нельсон не дуже схожий на хулігана, а скоріше на злидня: він завжди розкуйовджений, вдягнений у старий одяг, немитий і часто ночує в парку і харчується рибою та пуголовками. Як показали різні серії, Нельсон ніколи не пробував бутербродів, хот-догів і гамбургерів, не був у зоопарку чи на боулінгу.
Улюблена фраза Нельсона — «Ха-ха!!», коли він бачить щось смішне або з чогось глузує. Англійською мовою ця фраза звучить зі звуком «Хе-ге!». Очевидно, цьому його навчила мама, що видно з фільму.
У майбутньому Нельсон, можливо, одружиться з близнятами Шеррі та Террі у віці 17 років і у кожної з близнят народяться діти, а фразу «Ха-ха!!» він буде використовувати усе своє життя. У іншому варіанті, у віці 40 років, Нельсон винайматиме нічний клуб.
За іншою версією, Нельсон житиме 65 років і коли у цьому віці скаже «Ха-ха!!» на могилі Гомера Сімпсона, він помре від інфаркту прямо на могилі. Проте ці події є лише неточним передбаченням.